# 介福路街道
介福路街道，是中华人民共和国四川省遂宁市船山区下辖的一个乡镇级行政单位。

## 行政区划
介福路街道下辖以下地区：
嘉禾桥社区、燕山社区、老盐关社区、北河街社区、锦华社区、京宁社区和北小区社区。